# Moravánszky Ákos
Moravánszky Ákos (angolul: Ákos Moravánszky), (Székesfehérvár, 1950. november 26. –) Svájcban élő magyar építészettörténész, szakíró, egyetemi tanár, a svájci Eidgenössische Technische Hochschule Zürich építészetelmélet professzora.

## Élete
A Budapesti Műszaki Egyetemen folytatott tanulmányokat, 1974-ben diplomázott. Tanulmányai befejeztét követően Budapesten a Középülettervező Vállalat építészeti tervező irodájában dolgozott. 1977-től a Bécsi Műszaki Egyetem Herder-ösztöndíjas doktori hallgatója, 1980-ban itt is diplomát szerzett. 1983-tól a Magyar Építőművészek Szövetsége építészeti folyóiratának, a Magyar Építőművészetnek a főszerkesztője. 1986 és 1988 között Alexander-von-Humboldt kutatói ösztöndíjjal a Zentralinstitut für Kunstgeschichte (Központi Művészettörténeti Kutatóintézet) munkatársa Münchenben. 1989-től 1991-ig a kaliforniai Santa Monica-i Getty Center kutatói munkatársa, egyben a Massachusetts Institute of Technology vendégprofesszora. 1991 és 1996 között Cambridge-ben dolgozott. 1996-tól 2016-ig között a zürichi ETH Építészettörténeti és Elméleti Intézetének Építészetelméleti Tanszékének vezetője. Ez idő alatt, 2003/2004-ben a budapesti Moholy-Nagy Művészeti Egyetemen, 2017/2018-ban és 2021/2022-ben a pamplonai Universidad de Navarra-n, 2020/2021-ben a Ljubljanai Egyetem Építészmérnöki Karának vendégprofesszorként tanított. 2022-ben vendégkutatónak hívták meg a Politecnico di Milano-ba, hogy irányítsa a Cold War Interactions: Architectural Exchange between Italy and the Socialist East című kutatási projektet.

## Kutatási területe
Moravánszky Kelet- és Közép-Európa 19. és 20. századi építészettörténetének kutatásával foglalkozik, de szakterülete az építészetelmélet története és az építőanyagok és szerkezetek ikonológiája is. Jelentős szakíró, számos kiadvány (több mint 20 könyv és 200 publikáció) szerzője és szerkesztője, több szakmai folyóirat szerkesztőbizottsági tagja. Gyakran szervez nemzetközi konferenciákat.

## Könyvei

### Magyar nyelven
- Antoni Gaudí, Akadémiai Kiadó, Budapest, 1980, ISBN 963-05-1950-X[4] (Architektúra-sorozat)
- Építészet az Osztrák–Magyar Monarchiában 1867–1918, Corvina Kiadó, Budapest, 1988, ISBN 963-13-2096-0[5]
- Versengő látomások. Esztétikai újítás és társadalmi program az Osztrák-Magyar Monarchia építészetében 1867–1918, Vince Kiadó, Budapest, 1998, ISBN 963-9192-10-4[6]

- Építészetelmélet a 20. században-sorozat:
  - (M. Gyöngy Katalinnal közösen) Monumentalitás, Terc Kereskedelmi és Szolgáltató Kft. Szakkönyvkiadó Üzletága, Budapest, 2006, ISBN 9789639535336 (szöveggyűjtemény)[7]
  - (M. Gyöngy Katalinnal közösen) A tér. Kritikai antológia, Terc Kereskedelmi és Szolgáltató Kft. Szakkönyvkiadó Üzletága, Budapest, 2007, ISBN 978-963-9535-59-6 (szöveggyűjtemény)[8]
  - (M. Gyöngy Katalinnal közösen) A stílus. Kritikai antológia, Terc Kereskedelmi és Szolgáltató Kft. Szakkönyvkiadó Üzletága, Budapest, 2009, ISBN 978-963-9535-93-0 (szöveggyűjtemény)[9]
  - (M. Gyöngy Katalinnal közösen) Technika és természet. Kritikai antológia, Terc Kereskedelmi és Szolgáltató Kft. Szakkönyvkiadó Üzletága, Budapest, 2013, ISBN 9789639968547 (szöveggyűjtemény)[10]

### Idegen nyelven
- Die Architektur der Donaumonarchie 1867 bis 1918
- Die Erneuerung der Baukunst. Wege zur Moderne in Mitteleuropa
- Competing Visions. Aesthetic Invention and Social Imagination in Central European Architecture, 1867–1918
- Räumlinge. Valentin Bearth & Andrea Deplazes; English ed.: Spacepieces. Valentin Bearth & Andrea Deplazes; Italian ed.: Corpi cavi. Valentin Bearth & Andrea Deplazes
- Architekturtheorie im 20. Jahrhundert. Eine kritische Anthologie. Vienna,  New York: Springer, 2003, 2nd revised edition Basel: Birkhäuser, 2015
- Lehrgerüste. Theorie und Stofflichkeit der Architektur, Zurich: gta Verlag, 2015
- Metamorphism. Material Change in Architecture. German ed.: Stoffwechsel. Materialverwandlung in der Architektur
- Post Otto Wagner. Von der Postsparkasse zur Postmoderne. From the Postal Savings Bank to Post-Modernism

## Fordítás
- Ez a szócikk részben vagy egészben  az   Ákos Moravánszky című angol Wikipédia-szócikk fordításán alapul.  Az eredeti cikk szerkesztőit annak laptörténete sorolja fel. Ez a jelzés csupán a megfogalmazás eredetét és a szerzői jogokat jelzi, nem szolgál a cikkben szereplő információk forrásmegjelöléseként.